# Championnats d'Europe de gymnastique artistique masculine 2016
 (juin 2016).
Navigation
Montpellier 2015 Cluj-Napoca 2017

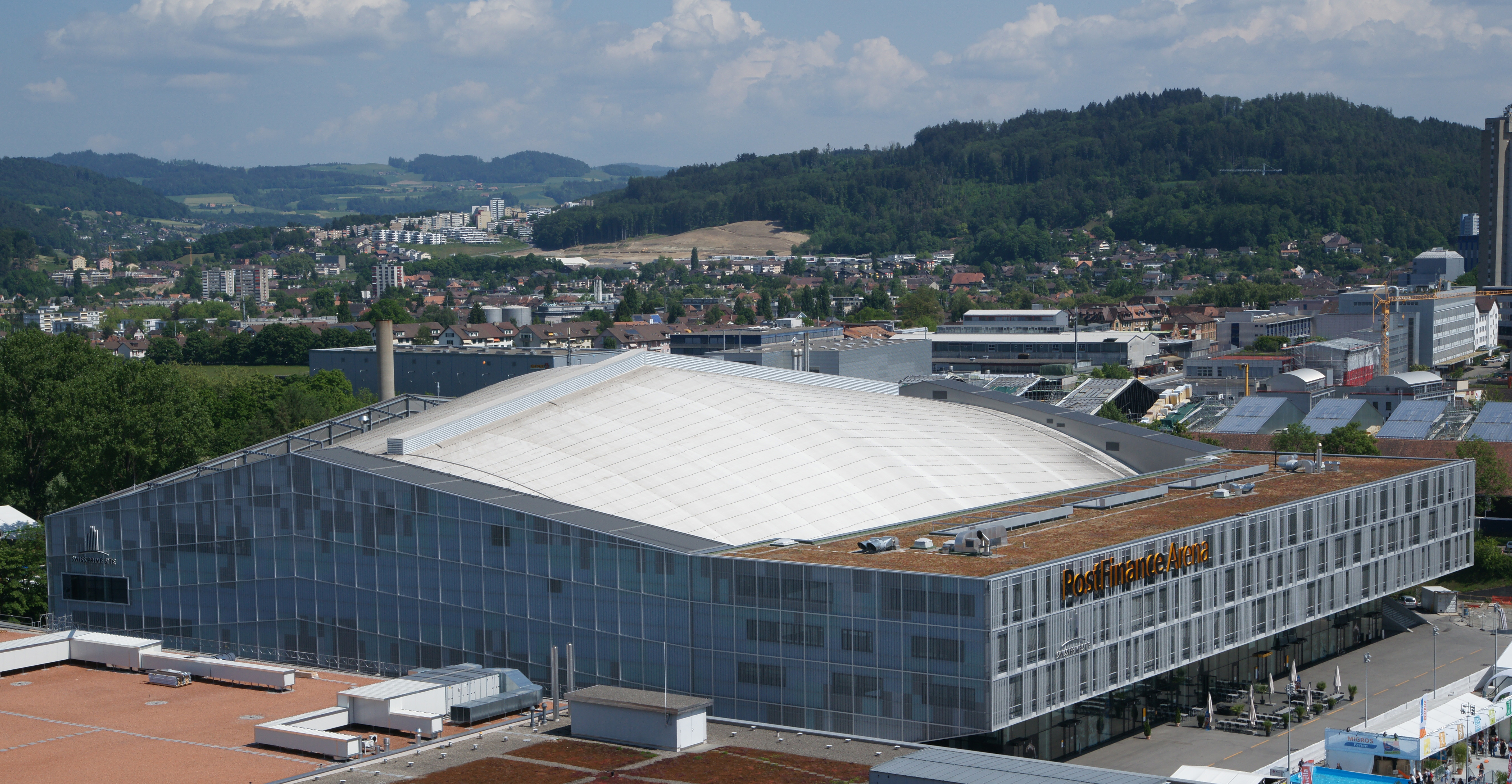
La PostFinance Arena, lieu de la compétition.

Les 32es championnats d'Europe de gymnastique artistique masculine se déroulent du 25 au 29 mai 2016 à Berne en Suisse.

## Podiums
| Épreuves                                        | Or                                                                                       | Argent                                                                                 | Bronze                                                                          |
| ----------------------------------------------- | ---------------------------------------------------------------------------------------- | -------------------------------------------------------------------------------------- | ------------------------------------------------------------------------------- |
| Seniors                                         |                                                                                          |                                                                                        |                                                                                 |
| Concours par équipes résultats détaillés        | Russie Denis Ablyazin David Belyavskiy Nikita Ignatyev Nikolai Kuksenkov Nikita Nagornyy | Royaume-Uni Daniel Purvis Louis Smith Kristian Thomas Courtney Tulloch Nile Wilson     | Suisse Christian Baumann Pablo Brägger Benjamin Gischard Oliver Hegi Eddy Yusof |
| Sol résultats détaillés                         | Nikita Nagornyy                                                                          | Marian Drăgulescu                                                                      | Alexander Shatilov                                                              |
| Cheval d'arçons résultats détaillés             | Harutyun Merdinyan                                                                       | David Belyavskiy                                                                       | Christian Baumann                                                               |
| Anneaux résultats détaillés                     | Elefthérios Petroúnias                                                                   | Denis Ablyazin Vahagn Davtyan                                                          | Non attribuée                                                                   |
| Saut résultats détaillés                        | Oleh Vernyayev                                                                           | Marian Drăgulescu Artur Davtyan                                                        | Non attribuée                                                                   |
| Barres parallèles résultats détaillés           | David Belyavskiy                                                                         | Oleh Vernyayev                                                                         | Marcel Nguyen                                                                   |
| Barre fixe résultats détaillés                  | Nile Wilson                                                                              | Kristian Thomas                                                                        | David Belyavskiy                                                                |
| Juniors                                         |                                                                                          |                                                                                        |                                                                                 |
| Concours par équipes résultats détaillés        | Royaume-Uni Joe Fraser Jamie Lewis Joshua Nathan Donell Osbourne Giarnni Regini-Moran    | Russie Aleksandr Chicherov Ildar Yuskaev Andrey Malokov Sergey Naydin Maksim Sinichkin | Suisse Andreas Gribi Moreno Kratter Henji Mboyo Noe Seifert Samir Serhani       |
| Concours général individuel résultats détaillés | Giarnni Regini-Moran                                                                     | Andrey Makolov                                                                         | Joe Fraser                                                                      |
| Sol résultats détaillés                         | Giarnni Regini-Moran                                                                     | Andrey Makolov                                                                         | Krisztián Boncsér                                                               |
| Cheval d'arçons résultats détaillés             | Sergey Naydin                                                                            | Rhys McClenaghan                                                                       | Joe Fraser                                                                      |
| Anneaux résultats détaillés                     | Nick Flessing                                                                            | Artur Avetisyan                                                                        | Ildar Yuskaev                                                                   |
| Saut résultats détaillés                        | Andrey Makolov                                                                           | Giarnni Regini-Moran                                                                   | Maksym Ivanov                                                                   |
| Barres parallèles résultats détaillés           | Joe Fraser                                                                               | Giarnni Regini-Moran                                                                   | Eduard Yermakov                                                                 |
| Barre fixe résultats détaillés                  | Andrey Makolov                                                                           | Moreno Kratter Joe Fraser                                                              | non décernée                                                                    |

## Résultats détaillés

### Seniors

#### Concours par équipes
| Rang               | Équipe                   | Sol        | Cheval d'arçon | Anneaux    | Saut       | Barres parallèles | Barre fixe | Total   |
| ------------------ | ------------------------ | ---------- | -------------- | ---------- | ---------- | ----------------- | ---------- | ------- |
| Médaille d'or      | Russie                   | 45,866 (1) | 45,099 (1)     | 45,283 (2) | 46,199 (1) | 46,655 (1)        | 43,266 (2) | 271,378 |
| Médaille d'or      | Denis Ablyazin           | 15,200     |                | 15,200     | 15,666     |                   |            | 271,378 |
| Médaille d'or      | David Belyavskiy         | 15,166     | 15,433         |            | 15,233     | 15,933            | 14,733     | 271,378 |
| Médaille d'or      | Nikita Ignatyev          |            |                | 14,833     |            |                   | 14,333     | 271,378 |
| Médaille d'or      | Nikolai Kuksenkov        |            | 15,066         |            |            | 14,266            | 14,200     | 271,378 |
| Médaille d'or      | Nikita Nagornyy          | 15,500     | 14,600         | 15,250     | 15,300     | 15,466            |            | 271,378 |
| Médaille d'argent  | Grande-Bretagne          | 45,132 (2) | 44,566 (2)     | 45,499 (1) | 44,899 (2) | 44,966 (3)        | 43,365 (1) | 268,427 |
| Médaille d'argent  | Daniel Purvis            | 15,066     | 14,500         | 14,633     | 14,866     | 14,700            | 14,166     | 268,427 |
| Médaille d'argent  | Louis Smith              |            | 15,966         |            |            |                   |            | 268,427 |
| Médaille d'argent  | Kristian Thomas          | 15,166     |                |            | 15,400     |                   | 14,233     | 268,427 |
| Médaille d'argent  | Courtney Tulloch         |            |                | 15,766     |            | 14,300            |            | 268,427 |
| Médaille d'argent  | Nile Wilson              | 14,900     | 14,100         | 15,100     | 14,633     | 15,966            | 14,966     | 268,427 |
| Médaille de bronze | Suisse                   | 44,832 (3) | 43,566 (4)     | 43,566 (6) | 43,316 (6) | 45,532 (2)        | 42,466 (3) | 263,278 |
| Médaille de bronze | Christian Baumann        |            | 14,100         | 14,433     |            | 15,300            | 14,333     | 263,278 |
| Médaille de bronze | Pablo Brägger            | 15,133     |                |            | 13,300     | 15,266            | 14,633     | 263,278 |
| Médaille de bronze | Benjamin Gischard        | 15,066     | 14,200         | 14,500     | 15,200     |                   |            | 263,278 |
| Médaille de bronze | Oliver Hegi              |            | 15,266         |            |            |                   | 13,500     | 263,278 |
| Médaille de bronze | Eddy Yusof               | 14,633     |                | 14,633     | 14,816     | 14,966            |            | 263,278 |
| 4                  | Ukraine                  | 42,298 (4) | 43,233 (5)     | 44,333 (3) | 44,466 (3) | 43,300 (6)        | 40,066 (5) | 257,696 |
| 4                  | Vladyslav Hryko          |            | 14,100         | 13,933     |            |                   |            | 257,696 |
| 4                  | Ihor Radivilov           |            |                | 15,200     | 15,100     |                   | 11,800     | 257,696 |
| 4                  | Maksym Semiankiv         | 14,266     |                |            |            | 14,600            | 13,500     | 257,696 |
| 4                  | Oleh Vernyayev           | 14,066     | 15,000         | 15,200     | 15,400     | 16,100            | 14,766     | 257,696 |
| 4                  | Illya Yehorov            | 13,966     | 14,133         |            | 13,966     | 12,600            |            | 257,696 |
| 5                  | Allemagne                | 41,599 (7) | 44,165 (3)     | 43,966 (5) | 42,800 (8) | 44,749 (4)        | 39,132 (7) | 256,411 |
| 5                  | Waldemar Eichorn         | 14,033     | 15,066         |            |            |                   |            | 256,411 |
| 5                  | Philipp Herder           | 14,400     |                | 14,400     | 14,100     | 14,866            |            | 256,411 |
| 5                  | Sebastian Krimmer        | 13,166     | 14,866         |            | 14,100     | 14,783            | 12,166     | 256,411 |
| 5                  | Marcel Nguyen            |            |                | 14,933     |            | 15,100            | 12,933     | 256,411 |
| 5                  | Andreas Toba             |            | 14,233         | 14,633     | 14,600     |                   | 14,033     | 256,411 |
| 6                  | France                   | 40,799 (8) | 42,299 (6)     | 44,166 (4) | 44,233 (4) | 43,332 (5)        | 39,216 (6) | 254,045 |
| 6                  | Samir Aït Saïd           | 14,200     |                | 15,500     | 14,600     |                   |            | 254,045 |
| 6                  | Julien Gobaux            | 12,966     | 13,100         | 14,233     | 14,233     | 13,966            | 13,700     | 254,045 |
| 6                  | Zachari Hrimèche         | 13,633     |                |            | 15,400     |                   | 12,433     | 254,045 |
| 6                  | Danny Rodrigues          |            | 13,666         | 14,433     |            | 14,266            | 13,083     | 254,045 |
| 6                  | Cyril Tommasone          |            | 15,533         |            |            | 15,100            |            | 254,045 |
| 7                  | Italie                   | 41,766 (6) | 41,082 (7)     | 43,399 (7) | 43,798 (5) | 41,700 (7)        | 41,632 (4) | 253,377 |
| 7                  | Andrea Cingolani         | 14,066     |                | 14,600     | 14,966     | 13,900            |            | 253,377 |
| 7                  | Ludovico Edalli          |            | 13,333         |            |            | 14,200            | 13,500     | 253,377 |
| 7                  | Enrico Pozzo             | 13,400     | 13,566         |            |            | 13,600            | 14,166     | 253,377 |
| 7                  | Paolo Principi           | 14,300     | 14,183         | 13,866     | 14,166     |                   | 13,966     | 253,377 |
| 7                  | Marco Lodadio            |            |                | 14,933     | 14,666     |                   |            | 253,377 |
| 8                  | Espagne                  | 42,066 (5) | 40,199 (8)     | 42,700 (8) | 43,198 (7) | 38,199 (7)        | 38,333 (8) | 244,695 |
| 8                  | Néstor Abad              |            | 12,600         | 14,500     | 14,866     | 12,833            | 12,800     | 244,695 |
| 8                  | Joel Plata Rodríguez     | 13,000     | 13,766         |            |            | 12,133            | 11,800     | 244,695 |
| 8                  | Alberto Tallón           |            | 13,833         | 14,400     | 13,266     | 13,233            |            | 244,695 |
| 8                  | Adrià Vera Mora          | 14,433     |                | 13,800     | 15,066     |                   | 13,733     | 244,695 |
| 8                  | Rayderley Zapata Santana | 14,633     |                |            |            |                   |            | 244,695 |

#### Sol
| Rang               | Gymnaste           | Pays        | Score D | Score E | Pén. | Total  |
| ------------------ | ------------------ | ----------- | ------- | ------- | ---- | ------ |
| Médaille d'or      | Nikita Nagornyy    | Russie      | 6.8     | 8.766   |      | 15.566 |
| Médaille d'argent  | Marian Dragulescu  | Roumanie    | 6.8     | 8.633   | 0,1  | 15.333 |
| Médaille de bronze | Alexander Shatilov | Israël      | 6.6     | 8.800   | 0.1  | 15.300 |
| 4                  | David Belyavskiy   | Russie      | 6.5     | 8.700   |      | 15.200 |
| 5                  | Pablo Brägger      | Suisse      | 6.5     | 8.700   | 0.1  | 15.100 |
| 6                  | Kristian Thomas    | Royaume-Uni | 6.2     | 8.841   |      | 15.041 |
| 7                  | Oleg Verniaiev     | Ukraine     | 6.6     | 8.100   |      | 14.700 |
| 8                  | Daniel Purvis      | Royaume-Uni | 6.2     | 8.433   |      | 14.633 |

#### Cheval d'arçons
| Rang               | Gymnaste                 | Score D | Score E | Pén. | Total  |
| ------------------ | ------------------------ | ------- | ------- | ---- | ------ |
| Médaille d'or      | Harutyun Merdinyan (ARM) | 6,900   | 8,466   |      | 15,366 |
| Médaille d'argent  | David Belyavskiy (RUS)   | 6,600   | 8,633   |      | 15,233 |
| Médaille de bronze | Christian Baumann (SUI)  | 6,300   | 8,600   |      | 14,900 |
| 4                  | Louis Smith (GBR)        | 6,900   | 7,833   |      | 14,733 |
| 5                  | Mykola Kuksenkov (RUS)   | 6,700   | 7,866   |      | 14,566 |
| 6                  | Robert Seligman (CRO)    | 6,300   | 7,933   |      | 14,233 |
| 7                  | Sašo Bertoncelj (SVN)    | 6,400   | 7,800   |      | 14,200 |
| 8                  | Cyrill Tommasone (FRA)   | 6,700   | 7,366   |      | 14,066 |

#### Anneaux
| Rang              | Gymnaste                     | Score D | Score E | Pén. | Total  |
| ----------------- | ---------------------------- | ------- | ------- | ---- | ------ |
| Médaille d'or     | Eleftherios Petrounias (GRE) | 6,800   | 9,066   |      | 15,866 |
| Médaille d'argent | Vahagn Davtyan (ARM)         | 6,700   | 8,933   |      | 15,633 |
| Médaille d'argent | Denis Ablyazin (RUS)         | 6,800   | 8,833   |      | 15,633 |
| 4                 | Courtney Tulloch (GBR)       | 6,900   | 8,666   |      | 15,566 |
| 4                 | Lambertus van Gelder (NED)   | 6,800   | 8,766   |      | 15,566 |
| 6                 | Samir Aït Saïd (FRA)         | 6,800   | 8,733   |      | 15,533 |
| 7                 | Dennis Goossens (BEL)        | 6,600   | 8,633   |      | 15,233 |
| 7                 | İbrahim Çolak (TUR)          | 6,700   | 8,533   |      | 15,233 |

#### Saut
| Rang              | Gymnaste                | Saut 1  | Saut 1  | Saut 1 | Saut 1  | Saut 2  | Saut 2  | Saut 2 | Saut 2  | Total  |
| Rang              | Gymnaste                | Score D | Score E | Pén.   | Score 1 | Score D | Score E | Pén.   | Score 2 | Total  |
| ----------------- | ----------------------- | ------- | ------- | ------ | ------- | ------- | ------- | ------ | ------- | ------ |
| Médaille d'or     | Oleh Vernyayev (UKR)    | 6,000   | 9,366   |        | 15,366  | 6,000   | 9,433   |        | 15,433  | 15,339 |
| Médaille d'argent | Artur Davtyan (ARM)     | 6,000   | 9,400   |        | 15,400  | 6,000   | 9,233   |        | 15,233  | 15,316 |
| Médaille d'argent | Marian Drăgulescu (ROU) | 6,000   | 9,433   |        | 15,433  | 6,200   | 9,100   | -0,1   | 15,200  | 15,316 |
| 4                 | Kristian Thomas (GBR)   | 6,000   | 9,533   |        | 15,533  | 5,600   | 9,166   |        | 15,766  | 15,149 |
| 5                 | Zachari Hrimèche (FRA)  | 6,000   | 8,633   |        | 14,633  | 6,000   | 9,266   |        | 15,266  | 14,949 |
| 6                 | Nikita Nagornyy (RUS)   | 6,000   | 9,466   |        | 15,466  | 6,000   | 8,666   | -0,3   | 14,366  | 14,916 |
| 7                 | Denis Ablyazin (RUS)    | 6,400   | 7,966   | -0,3   | 14,066  | 6,200   | 7,800   |        | 14,000  | 14,033 |
| 8                 | Benjamin Gischard (SUI) | 6,000   | 7,933   | -0,1   | 13,833  | 5,600   | 7,933   |        | 15,533  | 13,683 |

#### Barres parallèles
| Rang               | Gymnaste                | Score D | Score E | Pén. | Total  |
| ------------------ | ----------------------- | ------- | ------- | ---- | ------ |
| Médaille d'or      | David Beliavski (RUS)   | 6,900   | 9,133   |      | 16,033 |
| Médaille d'argent  | Oleh Vernyayev (UKR)    | 6,900   | 8,816   |      | 15,716 |
| Médaille de bronze | Marcel Nguyen (GER)     | 7,000   | 8,566   |      | 15,566 |
| 4                  | Marius Berbecar (ROU)   | 6,200   | 8,800   |      | 15,000 |
| 5                  | Andrei Muntean (ROU)    | 6,200   | 8,758   |      | 14,958 |
| 6                  | Christian Baumann (SUI) | 6,600   | 7,733   |      | 14,333 |
| 7                  | Nikita Nagornyy (RUS)   | 6,500   | 7,600   |      | 14,100 |
| 8                  | Pablo Brägger (SUI)     | 6,200   | 7,733   |      | 13,933 |

#### Barre fixe
| Rang               | Gymnaste                | Score D | Score E | Pén. | Total  |
| ------------------ | ----------------------- | ------- | ------- | ---- | ------ |
| Médaille d'or      | Nile Wilson (GBR)       | 6,900   | 8,400   |      | 15,300 |
| Médaille d'argent  | Kristian Thomas (GBR)   | 6,500   | 8,500   |      | 15,000 |
| Médaille de bronze | David Beliavski (RUS)   | 6,200   | 8,741   |      | 14,941 |
| 4                  | Pablo Brägger (SUI)     | 6,900   | 7,866   |      | 14,766 |
| 5                  | Christian Baumann (SUI) | 6,400   | 7,958   |      | 14,358 |
| 6                  | Ümit Şamiloğlu (TUR)    | 6,500   | 7,633   |      | 14,133 |
| 7                  | Oleh Vernyayev (UKR)    | 6,400   | 7,233   |      | 13,633 |
| 8                  | Vlásios Máras (GRE)     | 6,500   | 7,033   |      | 13,533 |

### Juniors

#### Sol
| Rang               | Gymnaste    | Score D | Score E | Pén. | Total |
| ------------------ | ----------- | ------- | ------- | ---- | ----- |
| Médaille d'or      | ????? (???) |         |         |      |       |
| Médaille d'argent  | ????? (???) |         |         |      |       |
| Médaille de bronze | ????? (???) |         |         |      |       |
| 4                  | ????? (???) |         |         |      |       |
| 5                  | ????? (???) |         |         |      |       |
| 6                  | ????? (???) |         |         |      |       |
| 7                  | ????? (???) |         |         |      |       |
| 8                  | ????? (???) |         |         |      |       |

#### Cheval d'arçons
| Rang               | Gymnaste    | Score D | Score E | Pén. | Total |
| ------------------ | ----------- | ------- | ------- | ---- | ----- |
| Médaille d'or      | ????? (???) |         |         |      |       |
| Médaille d'argent  | ????? (???) |         |         |      |       |
| Médaille de bronze | ????? (???) |         |         |      |       |
| 4                  | ????? (???) |         |         |      |       |
| 5                  | ????? (???) |         |         |      |       |
| 6                  | ????? (???) |         |         |      |       |
| 7                  | ????? (???) |         |         |      |       |
| 8                  | ????? (???) |         |         |      |       |

#### Anneaux
| Rang               | Gymnaste    | Score D | Score E | Pén. | Total |
| ------------------ | ----------- | ------- | ------- | ---- | ----- |
| Médaille d'or      | ????? (???) |         |         |      |       |
| Médaille d'argent  | ????? (???) |         |         |      |       |
| Médaille de bronze | ????? (???) |         |         |      |       |
| 4                  | ????? (???) |         |         |      |       |
| 5                  | ????? (???) |         |         |      |       |
| 6                  | ????? (???) |         |         |      |       |
| 7                  | ????? (???) |         |         |      |       |
| 8                  | ????? (???) |         |         |      |       |

#### Saut
| Rang               | Gymnaste    | Saut 1  | Saut 1  | Saut 1 | Saut 1  | Saut 2  | Saut 2  | Saut 2 | Saut 2  | Total |
| Rang               | Gymnaste    | Score D | Score E | Pén.   | Score 1 | Score D | Score E | Pén.   | Score 2 | Total |
| ------------------ | ----------- | ------- | ------- | ------ | ------- | ------- | ------- | ------ | ------- | ----- |
| Médaille d'or      | ????? (???) |         |         |        |         |         |         |        |         |       |
| Médaille d'argent  | ????? (???) |         |         |        |         |         |         |        |         |       |
| Médaille de bronze | ????? (???) |         |         |        |         |         |         |        |         |       |
| 4                  | ????? (???) |         |         |        |         |         |         |        |         |       |
| 5                  | ????? (???) |         |         |        |         |         |         |        |         |       |
| 6                  | ????? (???) |         |         |        |         |         |         |        |         |       |
| 7                  | ????? (???) |         |         |        |         |         |         |        |         |       |
| 8                  | ????? (???) |         |         |        |         |         |         |        |         |       |

#### Barres parallèles
| Rang               | Gymnaste    | Score D | Score E | Pén. | Total |
| ------------------ | ----------- | ------- | ------- | ---- | ----- |
| Médaille d'or      | ????? (???) |         |         |      |       |
| Médaille d'argent  | ????? (???) |         |         |      |       |
| Médaille de bronze | ????? (???) |         |         |      |       |
| 4                  | ????? (???) |         |         |      |       |
| 5                  | ????? (???) |         |         |      |       |
| 6                  | ????? (???) |         |         |      |       |
| 7                  | ????? (???) |         |         |      |       |
| 8                  | ????? (???) |         |         |      |       |

#### Barre fixe
| Rang               | Gymnaste    | Score D | Score E | Pén. | Total |
| ------------------ | ----------- | ------- | ------- | ---- | ----- |
| Médaille d'or      | ????? (???) |         |         |      |       |
| Médaille d'argent  | ????? (???) |         |         |      |       |
| Médaille de bronze | ????? (???) |         |         |      |       |
| 4                  | ????? (???) |         |         |      |       |
| 5                  | ????? (???) |         |         |      |       |
| 6                  | ????? (???) |         |         |      |       |
| 7                  | ????? (???) |         |         |      |       |
| 8                  | ????? (???) |         |         |      |       |

## Tableaux des médailles
| Rang  | Nation | Or | Argent | Bronze | Total |
| ----- | ------ | -- | ------ | ------ | ----- |
| 1     |        |    |        |        |       |
| TOTAL |        |    |        |        |       |

| Rang  | Nation | Or | Argent | Bronze | Total |
| ----- | ------ | -- | ------ | ------ | ----- |
| 1     |        |    |        |        |       |
| TOTAL |        |    |        |        |       |